# Lai (nước)
Lai (giản thể: 莱; phồn thể: 萊; bính âm: Lái) là một vương quốc Đông Di nằm ở phía đông tỉnh Sơn Đông ngày nay. Lai là nước chư hầu trong thời kỳ Xuân Thu trong lịch sử Trung Quốc, được ghi chép trong Kinh Thư.
Đường Thiện Thuần (唐善纯) nói rằng lai nghĩa là "núi " trong tiếng Bách Việt cổ, trong khi Việt tuyệt thư (越絕書) thì chép rằng lai nghĩa là "hoang vu".
Lai tồn tại trước thời nhà Thương, trung tâm thống trị là Xương Lạc, nay là phụ cận huyện Lâm Cù. Phía đông có khả năng đến khu vực duyên hải của Long Khẩu.
Khương Thái công nhận thụ phong và lập nước Tề, kiến đô tại Doanh Khâu, nay thuộc huyện Xương Lạc. Do hai nước nằm quá sát nhau, Lai về sau thường đem quân tiến đánh Doanh Khâu.
Đến thời Xuân Thu, Tề trở nên lớn mạnh và đánh bại Lai, lấn chiếm vùng nay là phía tây Bình Độ. Do đó, Lai công bất đắc dĩ phải thiên đô về Long Khẩu, đổi tên thành Đông Lai.
Năm 567 TCN, Lai tiến đánh Tề song đã bị Tề Linh công đánh bại hoàn toàn, Lai Cung công Phù Nhu bị giết. Lai là một nước lớn, và Tề đã mở rộng được gấp đôi cương vực của mình sau khi thôn tính nước Lai.
Người dân nước Lai di chuyển đến Lai Vu, nơi Mạnh Tử gọi họ là Tề đông dã nhân (齊東野人).

## Vua Lai
- Lai Cộng công Phù Nhu (萊共公 浮柔) ?–567 TCN